# Serving Sara
Serving Sara (en España: Colgado de Sara) es una película comedia romántica del 2002 protagonizada por las estrellas Matthew Perry, Elizabeth Hurley y Bruce Campbell. Joe Tyler (Perry) es un servidor de procesos a quien se le da la tarea de servir a Sara Moore (Hurley) con papeles de divorcio.

## Trama
La película comienza con Joe Tyler (Matthew Perry), un servidor de procesos, teniendo una semana de retraso, sirviendo a un capo de la Mafia conocido como Fat Charlie con una citación para aparecer como testigo en la corte, y su abrasivo jefe Ray (Cedric the Entertainer) que lo ridiculiza por felicitar a su rival Tony (Vincent Pastore) por servir varios objeticos en un tiempo récord. Dispuesto a darle una última oportunidad, Ray le da a Joey la tarea en servirle a la británica Sara Moore (Elizabeth Hurley) con papeles de divorcio de su esposo Gordon (Bruce Campbell), quién está en su rancho en Texas con una amante, Kate (Amy Adams), mientras Sara está en vacaciones en Nueva York.
Al intentar servirle, Sara es avisada por Tony, lo que revela que la razón por la que Joe ha estado fallando se debe a que Tony ha estado saboteando sus esfuerzos. Eventualmente, Joe le sirve a ella, pero es asaltado por Fat Charlie, lo que lleva que tomen su auto.
Los dos se ven obligados a tomar el mismo autobús, tienen una conversación donde Joe le dice a ella que, debido a que su esposo tenía los documentos cumplimentados por la ley de Texas, ella no va a ganar nada en el divorcio. Después de descubrir que la típica ley de "la mitad de todo" se aplicaría sí los papeles se servirían bajo la ley de Nueva York, Sara le ofrece a Joe un millón de dólares para que le sirva a su esposo y le rompa sus papeles. A pesar de que él podría perder su trabajo, Joe está de acuerdo y los dos se ponen en camino para servir a Gordon.
Cuando Ray se entera de esto, él le dice a Gordon y envía a Tony para servir a Sara. Gordon, a su vez, contrata un guardaespaldas (Terry Crews) para protegerse, y Joe, deja una serie de pistas falsas para llevarlo a Maiami, Florida; Bangor, Maine; y luego a Amarillo, Texas; dónde le disparan en la espalda mientras intenta entrar en los suelos del rancho equivocado para entregar los documentos. Sara y Joe siguen a Gordon a su rancho, pero Gordon los evade. Eventualmente, se quedan en un hotel dónde la amante de Gordon hace un nuevo acuerdo con Joe por un millón de dólares del acuerdo de divorcio a cambio de la ubicación de Gordon. Joe está de acuerdo, pero el acuerdo es todo un montaje para obtener a Tony en su apartamento para servir a Sara. Furiosa, Sara echa a Joe.
Mientras Joe contempla su fortuna perdida y el amor en ciernes por Sara, ve el reloj de Tony en la fotografía que él tomó sirviendo a Sara, y llama a Ray para informarle que Tony se olvidó de ajustar su reloj con la zona horaria correcta, y por lo tanto los documentos no surtirán efecto hasta las 7:04. Con sólo unos minutos hasta que ambos pierden una fortunda, Joe y Sara siguen a Gordon a un rodeo, donde evitan al guardaespaldas de Gordon y Tony en una competición de motos. Con segundos de margen antes de las 7:04, Gordon es noqueado por un paquete de cervezas en su cabeza por Sara, y Joe le sirve en virtud de la ley de Nueva York en que Gordon, finalmente aceptando la pérdida.
Los guardaespaldas de Tony y Gordon son vistos afuera del estadio, a quien Joe se refiere al, "Tipo que se dejó pasar por encima," (guardaespalda) y el "Tipo quien te pasó a ti por encima," (Tony). La película termina con Joe y Sara en la viña de ensueño de Joe.

## Reparto
| Actor                  | Personaje      |
| ---------------------- | -------------- |
| Matthew Perry          | Joe Tyler      |
| Elizabeth Hurley       | Sara Moore     |
| Bruce Campbell         | Gordon Moore   |
| Vincent Pastore        | Tony           |
| Cedric the Entertainer | Ray Harris     |
| Amy Adams              | Kate           |
| Terry Crews            | Vernon         |
| Jerry Stiller          | Milton the Cop |
| Marshall Bell          | Warren Cebron  |

## Producción
A principios de 1996, Ivan Reitman planeaba con producir, pero no dirigir, una película, para Sara comenzó a escribir un guion para la película, llamada "Road to Texas".
En agosto de 1997, el director Ron Howard y Reginald Hudlin firmó con Universal Pictures para dirigar la película biográfica con el actor Jim Carrey en el papel principal. En mayo de 1998, Howard y Hudlin se separaron del estudio, citando diferencias creativas.
Otros actores considerados para Joe Tyler en el momento fueron John Goodman, Tim Allen, y Dennis Quaid. En junio de 2000, el director trató de dirigir la película biográfica basada en un guion de Frank Oz, mientras que al mismo tiempo, el director Francis Ford COppola estaba desarrollando Flipping the Mark. La filmación comenzó en diciembre de 2000 desde Nueva York a Dallas a principios con el nombre de la película Servicing Sara el 23 de junio de 2001.
Durante el rodaje, Matthew Perry tuvo que parar y tomar su tiempo para ir a rehabilitación.

## Recepción

### Críticas
En agosto de 2007, la película tuvo una puntuación de 18 de 100 en Metacritic basado en 26 críticas, indicando "extremadamente desagradable." En Rotten Tomatoes, el 5% de las críticas le dieron a la película críticas positivas basadas en 103 críticas.

### Taquilla
La película se estrenó en el número 6 en la taquilla de Estados Unidos y ganó $5.7 millones en su primer fin de semana. La película tuvo un presupuesto de $29 millones y el importe total de la película en los Estados Unidos fue de $16.9 millones.